# Squadra aerea
La squadra aerea è una grande unità di un'aviazione militare al cui comando è normalmente posto un generale di squadra aerea (proveniente dal ruolo navigante) o  a seconda dalla denominazione adottata dal paese di riferimento, da un maresciallo dell'aria (air marshall) per i paesi del Commonwealth, di generale di corpo aereo (général de corps aérienne) per i paesi francofoni (ad eccezione del Canada dove dal '68 ha assunto la denominazione di lieutenant-général, andando a sostituire quello di maréchal de l'air, titolo che tuttavia sopravvive per il capo di stato maggiore dell'aeronautica) o di tenente generale (ad esempio l'USAF in una "forza aerea numerata" e in URSS prima e poi in Russia per l'aviazione navale e le forze aerospaziali dove era al comando di un'armata aerea), cioè un ufficiale di grado equivalente.

## Descrizione
A seconda delle scelte organizzative adottate nei diversi Paesi, si tratta del più importante organismo operante all'interno della forza armata cui segue, come avveniva in Italia con la Regia Aeronautica e l'Aeronautica Militare prima della sua riorganzzazione, un'unità operante a livello inferiore detta divisione aerea